# Années 1450
Les années 1450 couvrent la période de 1450 à 1459.

## Évènements
- Vers 1450 : 
  - les Turcs Iakoutes, originaires du lac Baïkal, auraient commencé de migrer vers la Sibérie par le cours supérieur de la Léna sous la conduite de leur chef Omogaï[1].
  - occupation du village de Droulers-Tsiionhiakwatha par les Iroquoiens du Saint-Laurent au Québec[2].
  - établissement d'un comptoir portugais à Arguin[3].
- 1450 : l’orfèvre Gutenberg installe un atelier d’imprimerie à Mayence avec le financement de Johann Fust et l'aide du copiste Peter Schoeffer ; il imprime sur ses presses un manuel scolaire, la grammaire latine de Donatus, datée de 1451 puis la Bible de Mayence à 42 lignes (1452-1455). Début de la révolution culturelle de l'imprimé[4].
- 1452-1453 : éruption du Kuwae, responsable d'un hiver volcanique[5].
- 1453 :
  - la bataille de Castillon met fin à la guerre de Cent Ans[6].
  - Chute de Constantinople et fin de l'Empire romain d'Orient (Empire byzantin) au profit de ce qui deviendra l'Empire ottoman[6]. 
    - Le sultan ottoman reconnaît l’existence légale de l’Église orthodoxe conformément à la loi islamique, et impose le patriarcat œcuménique de Constantinople comme « le premier et le principal centre spirituel et administratif » de tous les chrétiens orthodoxes de l’Empire ottoman. En contrepartie, l’Église reconnaît le pouvoir politique ottoman et accepte de s’y intégrer, reconnaissant la souveraineté politique de l’islam[7].
    - Moscou devient la capitale de l’orthodoxie. L’Église russe orthodoxe considère la ville comme « la troisième Rome », héritière de Constantinople en tant que centre de l’orthodoxie chrétienne. L’aigle à deux têtes de Byzance est incorporé aux armes de la Moscovie et considéré comme le symbole de la sainte Russie[8].
- Vers 1455-1460 : migration du Peul Dulo Demmba. Il rejette l'autorité des chefs Mandé du Fouta Toro, passe le Sénégal puis dévaste le Djolof et les principautés Mandingues, traverse la Gambie au « passo des Fulos » mais est repoussée par une coalition des Beafades (parents des Soso et des Baga) sur le Rio Geba[9].
- 1455 : début de la guerre des Deux-Roses et de trente ans de guerres dynastiques en Angleterre[10].
- 1456 : le roi de Hongrie Jean Hunyadi réussit à faire lever le siège de Belgrade par les troupes ottomanes[11].

## Personnages significatifs

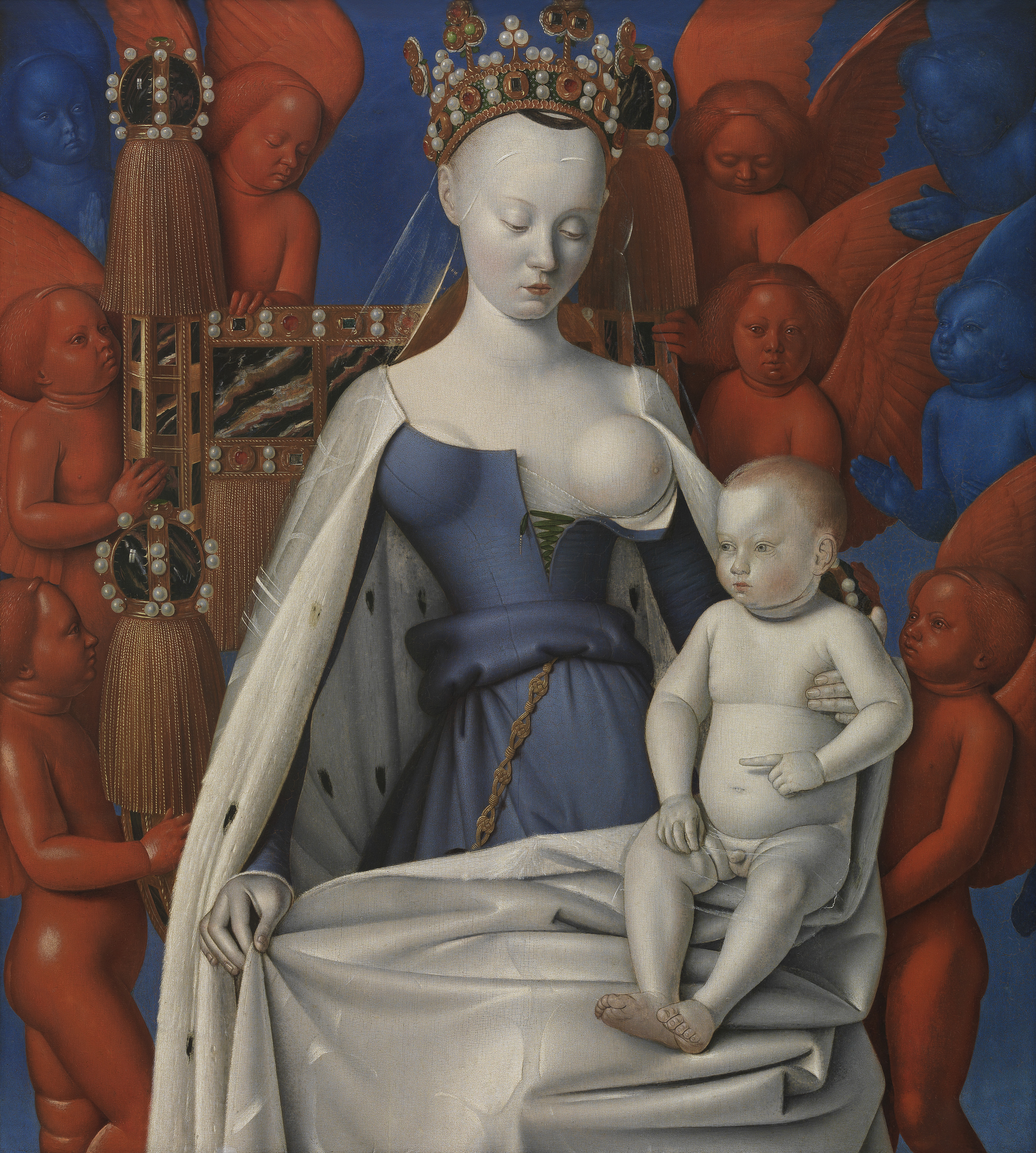
Agnès Sorel, modèle pour cette Vierge à l'Enfant, diptyque de Melun, de Jean Fouquet (v. 1452-1456)

- Cosme de Médicis
- Jean Hunyadi
- Vlad Tepes, dit l’Empaleur
- Mehmet II
- Alvaro de Luna
- Jacques Cœur
- Nicolas Rolin
- François Villon...